# Rjang Jonggi
Rjang Jonggi (hangul: 량용기, handzsa: 梁勇基, RR: Ryang Yong-gi; Tadaoka, 1982. január 7. –) japán születésű észak-koreai labdarúgó-középpályás, a japán élvonalbeli Vegalta Sendai csapatkapitánya.
Az észak-koreai labdarúgó-válogatottban egy 2010-es vb-selejtezőn játszott, a 2010-es AFC Challange-kupa észak-koreai keretébe is bekerült. Ő lett a torna gólkirálya és legértékesebb játékosa, a győzelemmel bebiztosították helyüket a 2011-es Ázsia-kupán.